# Мисс Россия 2007
Мисс Россия 2007 — 16-й национальный конкурс красоты Мисс Россия, финал которого состоялся 14 декабря 2007 года. Победительницей конкурса стала Ксения Сухинова.

## Результаты конкурса
| Итоговое место   | Участница |
| ---------------- | --- |
| Мисс Россия 2007 | - Тюмень — Ксения Сухинова |
| 1 Вице-Мисс      | - Краснодар — Симонна Левенок |
| 2 Вице-Мисс      | - Москва — Вера Красова |
| Топ 5            | - Екатеринбург — Дарья Дементьева - Барнаул — Яна Егиазарян |
| Топ 10           | - Ульяновск — Валерия Булатова - Московская область — Светлана Журавлева - Нижневартовск — Алеся Александрова - Иркутская область — Анастасия Леонова - Оренбург — Анастасия Шинина |
| Топ 15           | - Иваново — Дарья Логинова - Санкт-Петербург — Вероника Сарма - Саратов — Анна Парфенова - Смоленск — Юлианна Шаршакова - Сочи — Арина Грозная                                      |

## Участницы
| #  | Имя                     | Возраст | Город                 |
| -- | ----------------------- | ------- | --------------------- |
| 1  | Евгения Обухова         | 21      | Анапа                 |
| 2  | Ирина Травкина          | 21      | Архангельская область |
| 3  | Нина Гурина             | 18      | Армавир               |
| 4  | Анна Ботова             | 20      | Астрахань             |
| 5  | Яна Егиазарян           | 20      | Барнаул               |
| 6  | Юлия Дрягина            | 17      | Челябинск             |
| 7  | Дарья Дементьева        | 18      | Екатеринбург          |
| 8  | Дарья Логинова          | 18      | Иваново               |
| 9  | Азида Эфендиева         | 22      | Нальчик               |
| 10 | Елена Валиахметова      | 21      | Ростов                |
| 11 | Екатерина Василенко     | 21      | Хабаровск             |
| 12 | Ульяна Коробейникова    | 20      | Киров                 |
| 13 | Екатерина Антанович     | 20      | Москва                |
| 14 | Екатерина Константинова | 22      | Кострома              |
| 15 | Симонна Левенок         | 20      | Краснодар             |
| 16 | Виктория Никитенко      | 20      | Красноярский край     |
| 17 | Елена Трофимова         | 20      | Курск                 |
| 18 | Диана Еникеева          | 23      | Ленинградская область |
| 19 | Светлана Борзенкова     | 17      | Магнитогорск          |
| 20 | Мария Русакова          | 19      | Марий Эл              |
| 21 | Екатерина Фомина        | 18      | Мордовия              |
| 22 | Светлана Журавлева      | 20      | Московская область    |
| 23 | Вера Красова            | 20      | Москва                |
| 24 | Алеся Александрова      | 18      | Нижневартовск         |
| 25 | Ксения Матвеева         | 18      | Нижний Новгород       |
| 26 | Анастасия Звирещукова   | 21      | Кемеровская область   |
| 27 | Татьяна Максимова       | 18      | Новосибирск           |
| 28 | Анастасия Шинина        | 24      | Оренбург              |
| 29 | Анна Бредихина          | 18      | Пермь                 |
| 30 | Екатерина Богаевская    | 19      | Республика Коми       |
| 31 | Екатерина Тянтова       | 20      | Ростов-на-Дону        |
| 32 | Юлия Новгородова        | 20      | Якутия                |
| 33 | Алина Иванова           | 20      | Самара                |
| 34 | Вероника Сарма          | 20      | Санкт-Петербург       |
| 35 | Светлана Милинзова      | 22      |                       |
| 36 | Анна Парфенова          | 19      | Саратов               |
| 37 | Светлана Миронова       | 22      | Саратовская область   |
| 38 | Юлианна Шаршакова       | 21      | Смоленск              |
| 39 | Арина Грозная           | 22      | Сочи                  |
| 40 | Юлия Захарова           | 21      | Татарстан             |
| 41 | Екатерина Копылова      | 18      | Тверь                 |
| 42 | Ксения Сухинова         | 20      | Тюмень                |
| 43 | Валерия Булатова        | 18      | Ульяновск             |
| 44 | Светлана Ильина         | 20      | Великий Новгород      |
| 45 | Ольга Пискунова         | 18      | Владимир              |
| 46 | Екатерина Гайдукова     | 18      | Владивосток           |
| 47 | Алина Боронина          | 18      | Волгоград             |
| 48 | Наталья Острецова       | 18      | Волгоград             |
| 49 | Валентина Заикина       | 17      | Волгоград             |
| 50 | Полина Протодьяконова   | 21      | Якутия                |
| 51 | Анастасия Леонова       | 18      | Иркутская область     |

## Подробнее об участницах
- Евгения Обухова из Анапы в возрасте 19 лет участвовала в конкурсе Supermodel of Russia 2005, заняла 2 место[1].
- Ирина Травкина — победительница конкурса «Мисс Архангельск-2005».
- Нина Гурина — 18-летняя уроженка Армавира, победительница конкурса «Мисс Ставрополь»[2].
- Анна Ботова — родилась 25 марта 1987 года. Мисс Средиземноморье — 2011, мисс Астраханская область — 2007, 1-я вице-мисс конкурса «Мисс Волга — 2008», мисс Рунет — 2010, мисс Весна в конкурсе «Miss Bikini International — 2010» и других.[3].
- Яна Егиазарян — родилась в 1987 году. Родом из Новоалтайска, Мисс Барнаул 2007 и участница конкурса «Жемчужина Сибири 2012»[4].
- Юлия Дрягина — победительница конкурса «Мисс Челябинск 2007». Участвовала в конкурсах «Мисс Россия 2007» и «Мисс Поволжье 2013», на котором стала первой вице-мисс[5].
- Дарья Дементьева — 16-летняя победительница конкурса «Мисс Екатеринбург 2006»[6].
- Дарья Логинова родилась в 1989 году в городе Иваново. «Мисс Юность 2006» на конкурсе «Ивановская красавица», участница конкурсов красоты (Мисс Россия 2007, Краса России 2007).
- Азида Эфендиева — Первая вице-Мисс на конкурсе «Краса Северного Кавказа — 2007» родом из Нальчика[7].
- Елена Валиахметова — «Мисс Ростов» родом из Каменска-Шахтинского[8].
- Екатерина Василенко — Первая вице-мисс на конкурсе «Мисс Дальний Восток-2007»[9].

## Также
- Ксения Сухинова выиграла конкурс Мисс Мира 2008.
- Вера Красова заменила Ксению Сухинову на конкурсе Мисс Вселенная 2008 где стала третьей вице-мисс.